# Etheirophora unijubata
Etheirophora unijubata är en svampart som beskrevs av Kohlm. & Volkm.-Kohlm. 1989. Etheirophora unijubata ingår i släktet Etheirophora, klassen Sordariomycetes, divisionen sporsäcksvampar och riket svampar.   Inga underarter finns listade i Catalogue of Life.